# Митино (Пеновский район)
Митино — деревня в Пеновском районе Тверской области.

## География
Находится в западной части Тверской области на расстоянии приблизительно 21 км на юг по прямой от районного центра поселка Пено на правом берегу реки Жукопа.

## История
Деревня была показана на карте Менде (состояние местности на 1848 год). В 1859 году здесь было учтено 6 дворов, в 1939 — 45. До 2020 года входила в Охватское сельское поселение Пеновского района до их упразднения.

## Население
Численность населения: 70 человек (1859 год), 3 (русские 100 %) 2002 году, 6 в 2010.